# Crikvenica
Crikvenica er en by i Kroatien, der ligger ved Adriaterhavet i distriktet Primorje-Gorski Kotar.

## Navne
Byens navne på forskellige sprog omfatter bl.a.:
- latin: Ad Turres
- italiensk: Cirquenizza
- ungarsk: Cirkvenica, Cirkvenicza, Czirkvenicza, Czirkwenicza
- tysk: Cirknenz

## Geografi
Crikvenica ligger sydøst for Rijeka og er den største by på kysten i kystområdet Vinodol.
Omkring Crikvenica findes byerne Kraljevica, Selce og Novi Vinodolski.
I de sidste tyve år er de to byer, på grund af byudvidelsen i selve Crikvenica og udvidelsen af den nærliggende by Selce, blevet slået sammen.

## Historie
Crikvenica blev udviklet på stedet for en bosættelse og militærbase fra romertiden kaldet Ad Turres.
Det gamle Crikvenica var oprindeligt en udløber af landsbyen Kotor, som ligger på en nærliggende bakke og deler navn med landsbyen.
Byens navn stammer fra ordet for 'kirke' (kroatisk: crkva, på dialekt crikva), der henviser til klosterkirken for Paulinerfædrene, som blev bygget af Nikola 4. Frankopan i nærheden, i 1412. Nikola 4. Frankopan udstedte en bevilling i Modruš, som også er det ældste skriftlige dokument, hvor navnet Crikvenica er nævnt. 
I det 19. århundrede begyndte Crikvenica at tiltrække mange turister, hvilket medførte et vendepunkt i byens historie. I 1877 blev der bygget en havn i Crikvenica, i 1888 en badestrand, og allerede i 1891 åbnede det første hotel. I 1895 åbnede Hotel Therapia med 120 senge og et hydroterapi-institut. I 1902 blev Hotel Crikvenica bygget, i 1903 Bellevue og i 1905 Miramare. I 1906 blev Crikvenica officielt et kursted, og på grund af det gunstige klima blev Crikvenica i løbet af bare 16 år det vigtigste feriested på rivieraen. I dag er det, sammen med Selce, en af de mest attraktive dele af Kvarnerkysten, såvel som af den nordlige Adriaterhavskyst i Kroatien generelt.
I slutningen af det 19. og begyndelsen af det 20. århundrede var Crikvenica en distriktshovedstad i Modruš-Rijeka distrikt i Kongeriget Kroatien-Slavonien.

## Galleri
- Viadukt over byen
- Havnen i Crikvenica
- Bypark
- Dramalj
- Nattebillede fra byen
- Crikvenica rådhus
- Kloster (i dag Kaštel Hotel) og Den hellige jomfru Marias himmelfartskirke
- Kranium af huleløve fundet i Vrtare Male grotten